# IC 2536
IC 2536 ist eine Balken-Spiralgalaxie vom Hubble-Typ SBc im Sternbild Antlia südlich des Himmelsäquators. Sie ist schätzungsweise 112 Millionen Lichtjahre von der Milchstraße entfernt und hat einen Durchmesser von etwa 65.000 Lj.
Im selben Himmelsareal befinden sich u. a. die Galaxien NGC 3120, IC 2532, IC 2534, IC 2538.
Das Objekt wurde am 1. Mai 1900 von DeLisle Stewart  entdeckt.